# Richard Schell

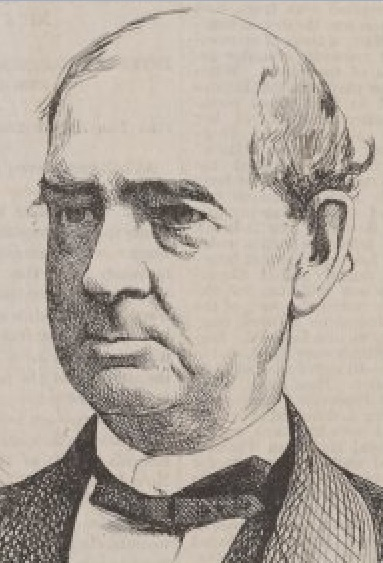
Richard Schell

Richard Schell (* 15. Mai 1810 in Rhinebeck, New York; † 10. November 1879 in New York City) war ein US-amerikanischer Politiker. Er vertrat in den Jahren 1874 und 1875 den Bundesstaat New York im US-Repräsentantenhaus.

## Werdegang
Richard Schell wurde ungefähr zwei Jahre vor dem Ausbruch des Britisch-Amerikanischen Krieges in Rhinebeck geboren und wuchs dort auf. Er schloss seine Vorstudien ab. Danach ging er kaufmännischen Geschäften nach. 1830 zog er nach New York City, wo er als Großhändler für Kurzwaren (dry-goods) tätig war. Er saß dann 1857 im Senat von New York. Politisch gehörte er der Demokratischen Partei an.
Schell wurde in einer Nachwahl am 7. Dezember 1874 im neunten Wahlbezirk von New York in das US-Repräsentantenhaus in Washington, D.C. gewählt, um dort die Vakanz zu füllen, die durch den Tod von David B. Mellish entstand. Er schied nach dem 3. März 1875 aus dem Kongress aus.
Nach seiner Kongresszeit ging er wieder seinen kaufmännischen Geschäften nach. Er starb am 10. November 1879 in New York City und wurde auf dem Old Dutch Cemetery in Rhinebeck beigesetzt.